# 99 (chanson)
Pour les articles homonymes, voir 99 (homonymie).
Singles de Toto
Georgy Porgy
(1978) St. George and the Dragon
(1980)
99 est une chanson du groupe de rock américain Toto, parue sur leur deuxième album studio Hydra en 1979. Elle est sortie en tant que premier single de l'album le 3 décembre 1979.

## Contexte
Il s'agit d'un des trois singles issus de l'album avec St. George and the Dragon et All Us Boys. 99 est interprété par Steve Lukather, le guitariste du groupe. Steve Porcaro, Bobby Kimball et David Paich sont quant à eux dans les chœurs et renforcent ainsi le chant durant les refrains.

## Paroles et composition
Instrumentalement, le piano de David Paich est largement dominant sur l'ensemble du titre contrairement à la guitare, qui elle ne s'entend presque pas.
La signification du titre est implicite. En effet, durant les couplets, les textes suscitent des interrogations : il est chanté « 99, I love you ». Pour comprendre les paroles, il faut connaître la signification du titre. La chanson est en fait inspirée d'un film de George Lucas, intitulé THX 1138. Dans cette histoire, les personnages d'une société sont caractérisés et désignés par des chiffres. Dans la chanson, « 99 » est en fait un personnage décrit par le groupe.

## Crédits
Toto
- Steve Lukather : guitare, chant principale
- David Paich : claviers, chant
- Steve Porcaro : claviers, chant
- Jeff Porcaro : batterie, percussions
- Bobby Kimball : claviers, chant
- David Hungate : basse

## Classements hebdomadaires
| Classement (1979–80)             | Meilleure position |
| -------------------------------- | ------------------ |
| Australie (Kent Music Report)    | 97                 |
| Canada (RPM 100 Singles)         | 17                 |
| États-Unis (Hot 100)             | 26                 |
| États-Unis (Adult Contemporary)  | 19                 |
| États-Unis (Cash Box Top 100)    | 17                 |
| Nouvelle-Zélande (RMNZ)          | 11                 |
| Pays-Bas (Nederlandse Tipparade) | 12                 |